# Eric Stonestreet
Eric Allen Stonestreet (Kansas City; 9 de setembre de 1971) és un actor estatunidenc de cinema i televisió.

## Biografia
Stonestreet va néixer i créixer a Kansas City, Kansas. Mentre estava estudiant a la Universitat de Kansas va fer una audició per l'obra teatral Prelude to a Kiss. Es va graduar en sociologia i es va traslladar a Chicago amb l'objectiu d'estudiar teatre i durant dos anys va realitzar anuncis televisats.
L'any 1999 va debutar a la televisió al aparèixer a la sèrie Dharma & Greg. Va continuar fent puntuals aparicions a sèries com Malcolm in the Middle, ER o The West Wing, participant també a vàries pel·lícules. Entre 2001 i 2005 va participar en alguns episodis de CSI i l'any 2009 va passar a formar part del càsting principal de Modern Family interpretant a Cameron Tucker, amb el que va guanyar un premi Primetime Emmy al millor actor secundari en sèrie còmica. El 23 de setembre de 2012 va guanyar el seu segon premi Primetime Emmy al millor actor secundari en sèrie còmica també amb la comèdia Modern Family.

## Filmografia
Cinema
- Gairebé famosos (2000) - Sheldon
- F. A. T. (2003) - Ranger
- Girls Will Be Girls (2003) - Dr. Benson
- Street of Pain (2003) - Floyd
- Straight-Jacket (2004) - organitzador laboral
- Knuckle Sandwich (2004) - Bill
- Saddam 17 (2005) - empleat
- L'illa (2005) - Ed
- The Drifter (2007) - repartidor
- Stories USA (2007) - Floyd
- Ninja Cheerleaders (2008) - Beergut
- American Crude (2008) - Phil
- Father vs. Son (2010) - Doug
- Bad Teacher (2011) - Kirk
- Els Muppets (2011)
- Identity Thief (2013)
- The loft (2014) - Marty Landry
- The Secret Life of Pets (2016) - Veu de Duke
- The Secret Life of Pets 2 (2019) - Veu de Duke

Televisió
- Dharma & Greg (1 episodi, 1999) - Chester
- Malcolm in the Middle (1 episodi, 2000) - Phil
- Providence (1 episodi, 2002) - Ted Stout
- Party of Five (2 episodis, 2000) - Irv
- Spin City (1 episodi, 2000) - fotògraf
- ER (1 episodi, 2000) - Willie
- The West Wing (1 episodi, 2001)
- CSI: Crime Scene Investigation (13 episodis, 2001-2005) - Ronnie Litre
- Greg the Bunny (1 episodi, 2002) - Wilson
- Close to Home (1 episodi, 2005) - Andrew Morgan
- 13 Graves (2006) - Andrew Schoch
- Crossing Jordan (1 episodi, 2007) - Steve Anderman
- Bones (2 episodis, 2007) - D. C. Cop
- American Dad! (1 episodi, 2007) (veu)
- The Mentalist (1 episodi, 2008) - Malcolm Boatwright
- Pushing Daisies (1 episodi, 2008) - Leo Burns
- NCIS (1 episodi, 2008) - Harvey Ames
- This Might Hurt (2009) - Brad Maynard
- Monk (1 episodi, 2009) - Boom Boom
- Scare Tactics (1 episodi, 2009) - Nathan
- Nip/Tuck (1 episodi, 2009) - Wesley Clovis
- Modern Family (96 episodis, 2009-2019) - Cameron Tucker
- American Horror Story (1 episodi, 2011) - Derek

## Premis i nominacions
Premis Emmy
| Any  | Categoria                        | Nominació     | Resultat  |
| ---- | -------------------------------- | ------------- | --------- |
| 2010 | Millor actor secundari - Comèdia | Modern Family | Guanyador |
| 2011 | Millor actor secundari - Comèdia | Modern Family | Nominat   |
| 2012 | Millor actor secundari - Comèdia | Modern Family | Guanyador |

Globus d'Or
| Any  | Categoria                                                            | Nominació     | Resultat |
| ---- | -------------------------------------------------------------------- | ------------- | -------- |
| 2010 | Globus d'Or al millor actor secundari en sèrie, minisèrie o telefilm | Modern Family | Nominat  |
| 2011 | Globus d'Or al millor actor secundari en sèrie, minisèrie o telefilm | Modern Family | Nominat  |
| 2012 | Globus d'Or al millor actor secundari en sèrie, minisèrie o telefilm | Modern Family | Nominat  |

Premis del Sindicat d'Actors
| Any  | Categoría                                 | Nominació     | Resultat  |
| ---- | ----------------------------------------- | ------------- | --------- |
| 2009 | Millor repartiment en una sèrie - Comèdia | Modern Family | Nominat   |
| 2010 | Millor repartiment en una sèrie - Comèdia | Modern Family | Guanyador |
| 2011 | Millor repartiment en una sèrie - Comèdia | Modern Family | Guanyador |
| 2011 | Millor repartiment en una sèrie - Comèdia | Modern Family | Nominat   |
| 2012 | Millor repartiment en una sèrie - Comèdia | Modern Family | Guanyador |
| 2012 | Millor repartiment en una sèrie - Comèdia | Modern Family | Nominat   |
| 2013 | Millor repartiment en una sèrie - Comèdia | Modern Family | Guanyador |
| 2014 | Millor repartiment en una sèrie - Comèdia | Modern Family | Nominat   |
| 2015 | Millor repartiment en una sèrie - Comèdia | Modern Family | Nominat   |
| 2016 | Millor repartiment en una sèrie - Comèdia | Modern Family | Nominat   |